# Église Saint-Sauveur de Figeac
L'abbatiale Saint-Sauveur de Figeac est une église de la commune française de Figeac dans le département du Lot et la région d'Occitanie.

## Historique

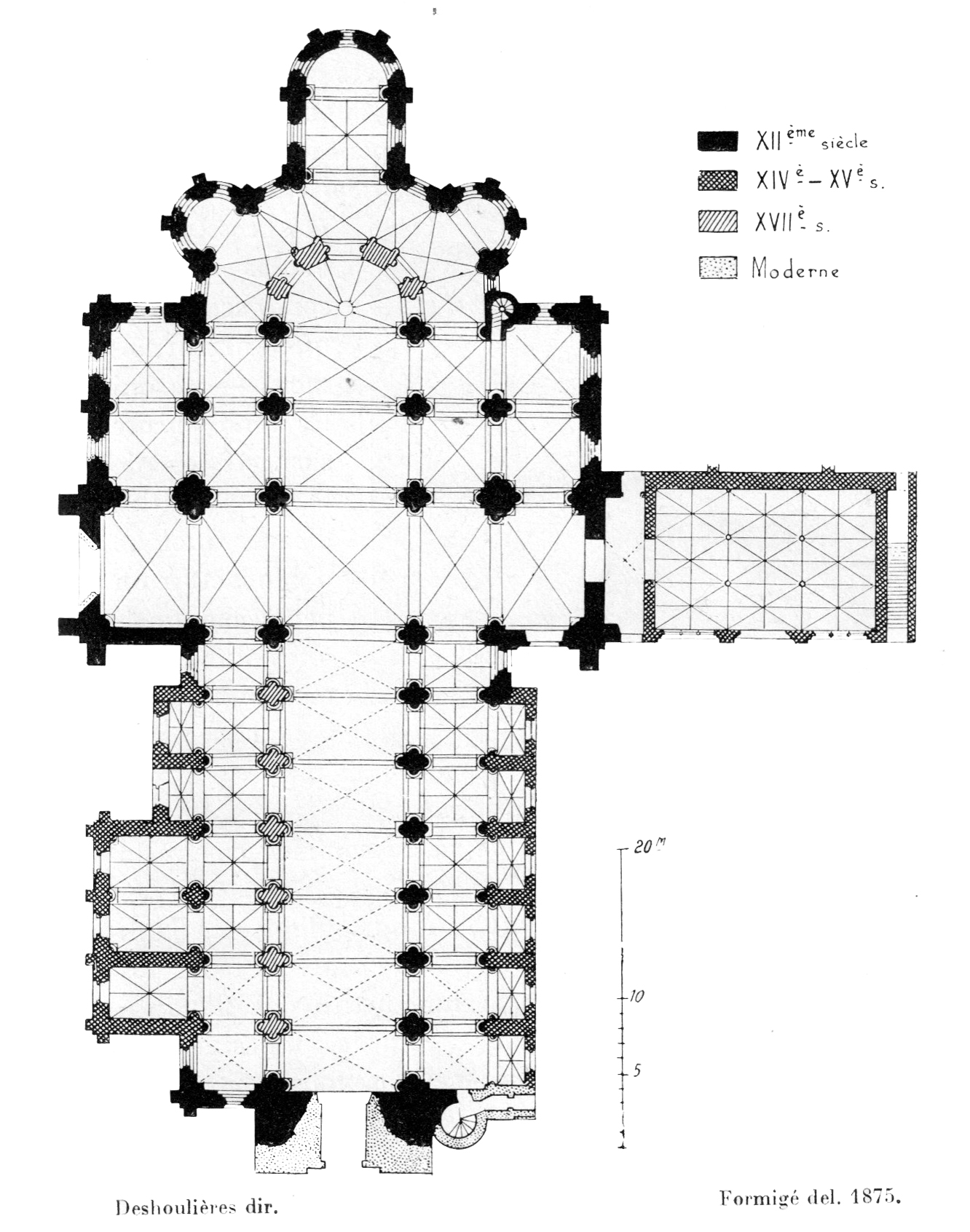
Plan de l'église Saint-Sauveur
réalisé par Formigé en 1875
(Congrès archéologique de France 1937).

L'abbaye Saint-Sauveur a été fondée en 838 par le roi Pépin Ierd'Aquitaine à la demande de l'abbaye Sainte-Foy de Conques pour pallier son éloignement et remplacer le monastère détruit de Jonant (appelé parfois Lunan). Ces deux abbayes devaient rester indépendantes mais avoir un abbé commun. Comme les moines de Figeac ne supportaient pas cette autorité de l'abbaye de Conques, ils créèrent des faux pour faire remonter leur fondation à Pépin le Bref en 755, soit 40 ans avant la fondation de l'abbaye de Conques.
Leur rivalité va conduire les deux abbayes à des actes répréhensibles, comme le vol de reliques. Les moines de Conques allèrent chercher les reliques de sainte Foy à Agen. Les moines de Figeac sont allés à Saintes pour prendre celles de saint Vivien et de saint Marcel. Cette translation des reliques aurait été faite sous l'abbatiat d'Aymar.
Une inscription indiquait que l'abbé Adacius, ou Adace, s'était occupé avec zèle des bâtiments et avait construit une partie de l'église en avant de Saint-Vivien, avant sa mort en 988.
Pour se séparer définitivement de l'abbaye de Conques, les moines de Figeac élisent en 1074 comme abbé Hugues de Semur, saint Hugues, abbé de Cluny. Cette élection a provoqué un conflit entre les abbayes de Conques et de Cluny, évoqué à trois conciles, et résolu en 1096 au concile de Nîmes au cours duquel le pape Urbain II décida de rattacher l'abbaye de Figeac à celle de Cluny.
À la suite de cette décision, il y eut un siècle de tranquillité. Des restaurations importantes sont faites à la fin du XIIe siècle. En 1240, un conflit va éclater entre l'abbaye et les consuls de Figeac, quand ces derniers refusèrent de payer les droits à l'abbé, de retenir l'habillement et la nourriture des moines. Cette affirmation du pouvoir urbain face à celui de l'abbaye va entraîner un relâchement de la discipline, jusqu'en 1314, date où l'abbé de Cluny intervient pour reprendre en main l'abbaye de Figeac.
Cette situation de reprise en main a dû conduire en 1329 à l'élévation des reliques des deux saints protecteurs de l'abbaye, saint Sauveur et saint Marcel.
Au début du XVe siècle, l'abbaye est dans une situation difficile et l'abbé s'en inquiète. En 1438, ont été entrepris des travaux de consolidation du transept et du chœur. À la fin de la guerre de Cent Ans, le prieur Aimery de Roquemaurel, futur abbé de Moissac, se plaint de l'état de ruine de l'abbaye.
Cette dépendance de Figeac vis-à-vis de Cluny ne satisfaisant pas l'abbaye de Figeac, elle a demandé son rattachement direct de l'abbaye au Saint-Siège. Cela lui est accordé en 1496 par le pape Alexandre VI mais les querelles ne se sont terminées qu'en 1556, quand le monastère, ne comptant plus que douze moines, fut sécularisé sous l'abbé cardinal d'Armagnac.
Les calvinistes prennent Figeac en 1576. En 1577, ils ont alors cherché à abattre complètement l'abbatiale. Les piliers sont sapés en les étayant avec des pièces en bois auxquelles ils ont mis le feu. Cette opération a entraîné l'effondrement des piliers et de la voûte. Ces destructions ont moins touché la partie sud de l'église.
La paix retrouvée, les protestants vont rester maîtres de Figeac jusqu'en 1623. Il fallut reconstruire l'abbatiale, de toute la partie nord, refaire les fenêtres hautes du côté sud, refaire les voûtes de la nef centrale et du collatéral sud, reprendre les piles de la croisée du transept, reconstruire l'abside et les travées droites du chœur, revoûter le bras sud du transept et refaire la chapelle Saint-Vivien. Les travaux commencèrent en 1625 par la reconstruction de l'élévation nord, mais à partir de 1636 les travaux vont ralentir. Les piles du côté nord sont terminées en 1642. Les clefs de voûte de la partie occidentale du vaisseau central portent les dates de 1701, 1748. Cette reconstruction a été faite en réutilisant des éléments en pierre récupérés de l'abbatiale mais repositionnés de manière anarchique. On peut en effet voir des chapiteaux romans surmontant des colonnes gothiques. Cette reconstruction au XVIIIe siècle a été faite en utilisant le style gothique. Le dôme de la croisée du transept est reconstruit vers 1720.
Le cloître et les bâtiments monastiques situés au sud de l'abbatiale ont été probablement détruits au cours de la Révolution mais la salle capitulaire subsiste toujours.
En 1823, l'architecte Charles Malo a fait disparaître le massif occidental de l'abbatiale sans en prendre aucun relevé. Seuls des chapiteaux ont été sauvés à la suite de l'intervention du baron Chaudruc de Crazannes. Ils sont visibles dans l'église, dont un transformé en bénitier.
En 1829-1830, la nef et les bas-côtés sont voûtés.
Cette église fait l’objet d’un classement au titre des monuments historiques par la liste de 1840.
Plusieurs objets sont référencés dans la base Palissy.
Le classement en 1840 n'a pas empêché des travaux de restaurations sans contrôles quelques décennies plus tard.
Entre 1869 et 1900, le curé de Figeac, l'abbé Massabie, a entrepris de restaurer l'église en faisant appel aux dons et en lançant une souscription.
En 1883, l'ancienne salle capitulaire est transformée en chapelle sous le vocable de Notre-Dame-de-Pitié. L'architecte Jean Camille Formigé installa au-dessus le presbytère. La charpente est réparée en 1908?
En 1917, le dôme de la croisée s'est effondré en entraînant la voûte de la travée orientale de la nef et celle de la première travée du bras nord du transept. Les réparations ont été faites dans les années qui suivirent. La croisée est alors couverte d'une voûte d'ogives.

## Galerie

Le chevet.
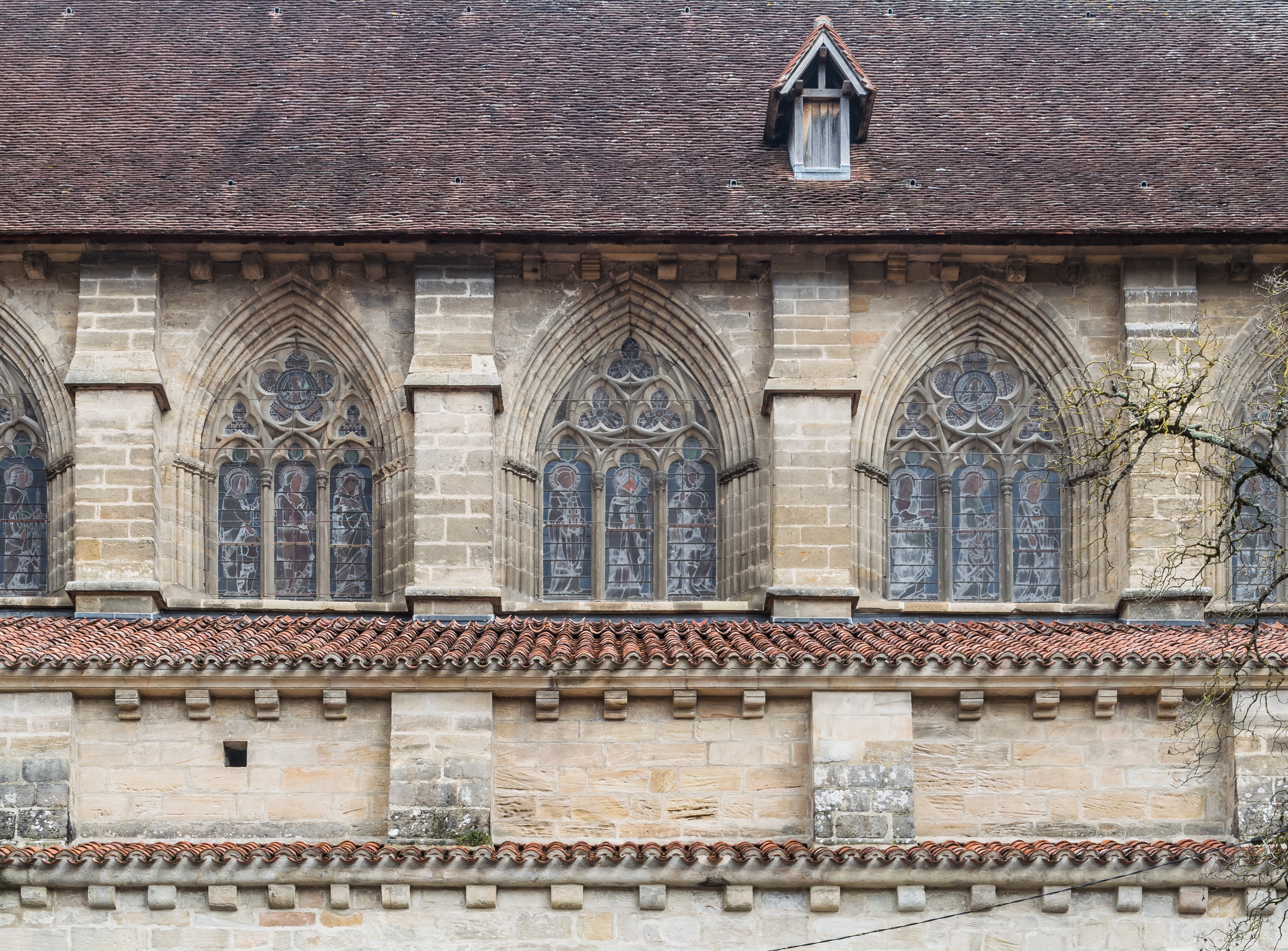
Vue extérieure des fenêtres de l'église.
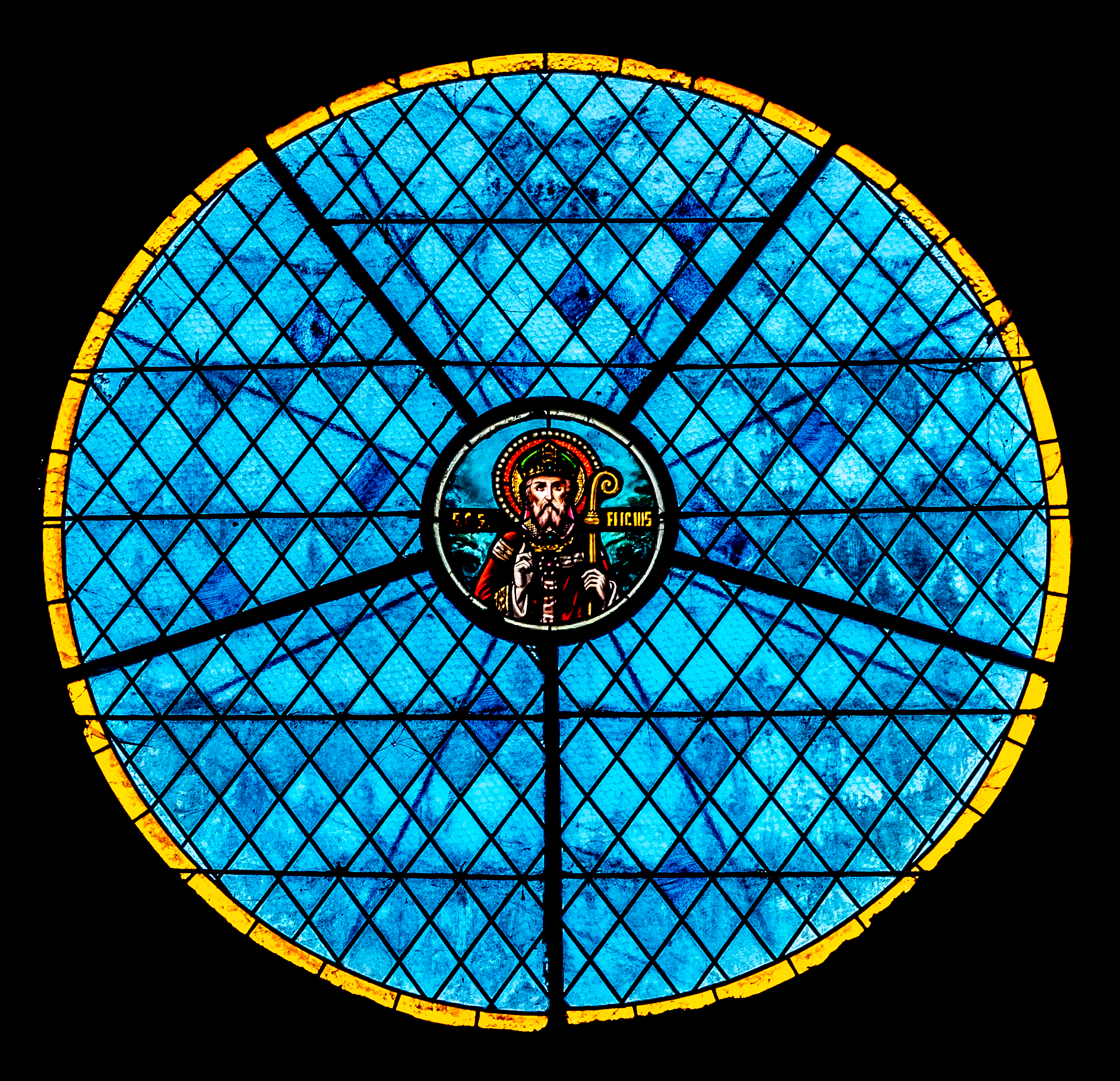
Vitrail de l'église Saint-Sauveur.
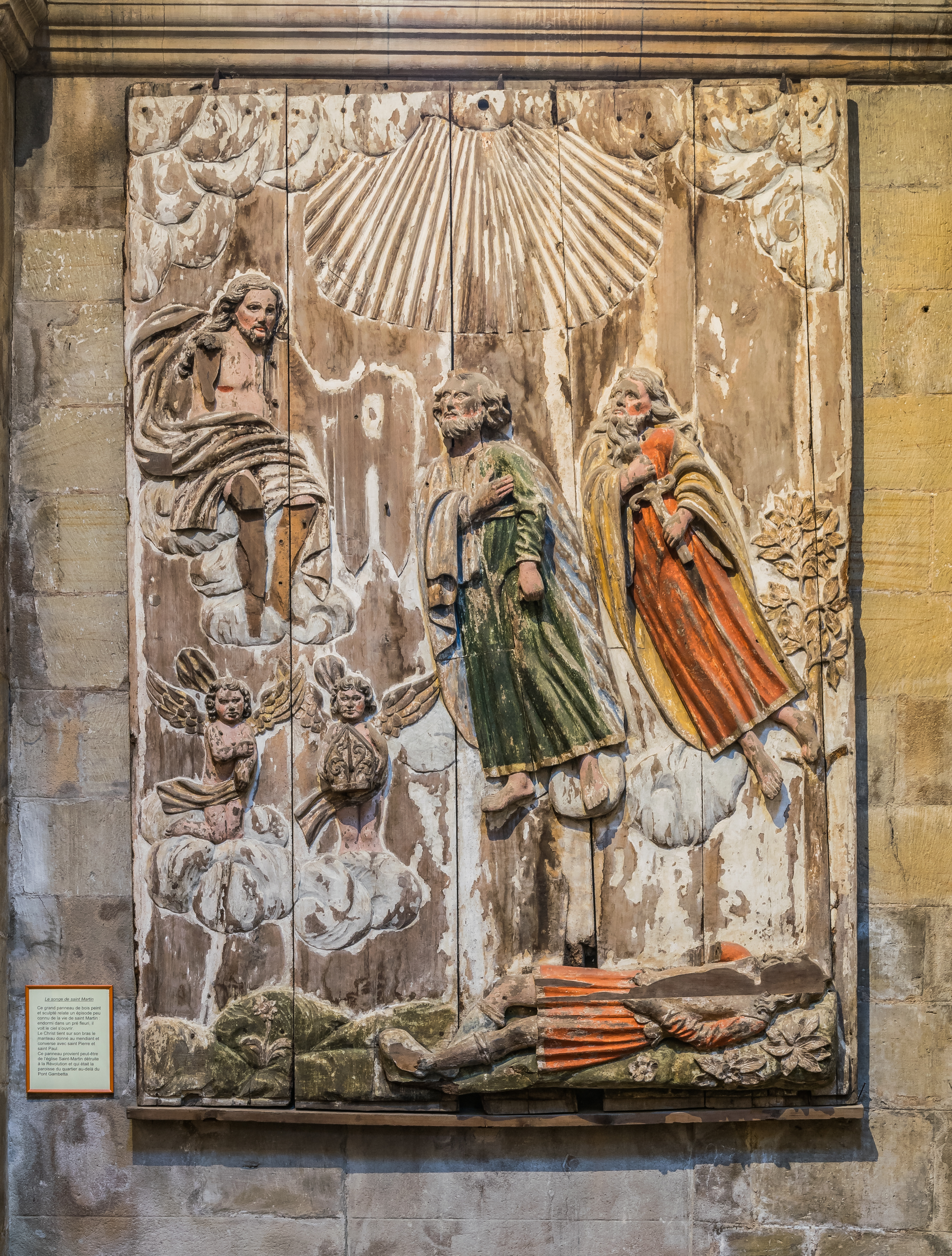
Le rêve de Saint-Martin'-', panneau de bois polychrome (fin XVIIe siècle).
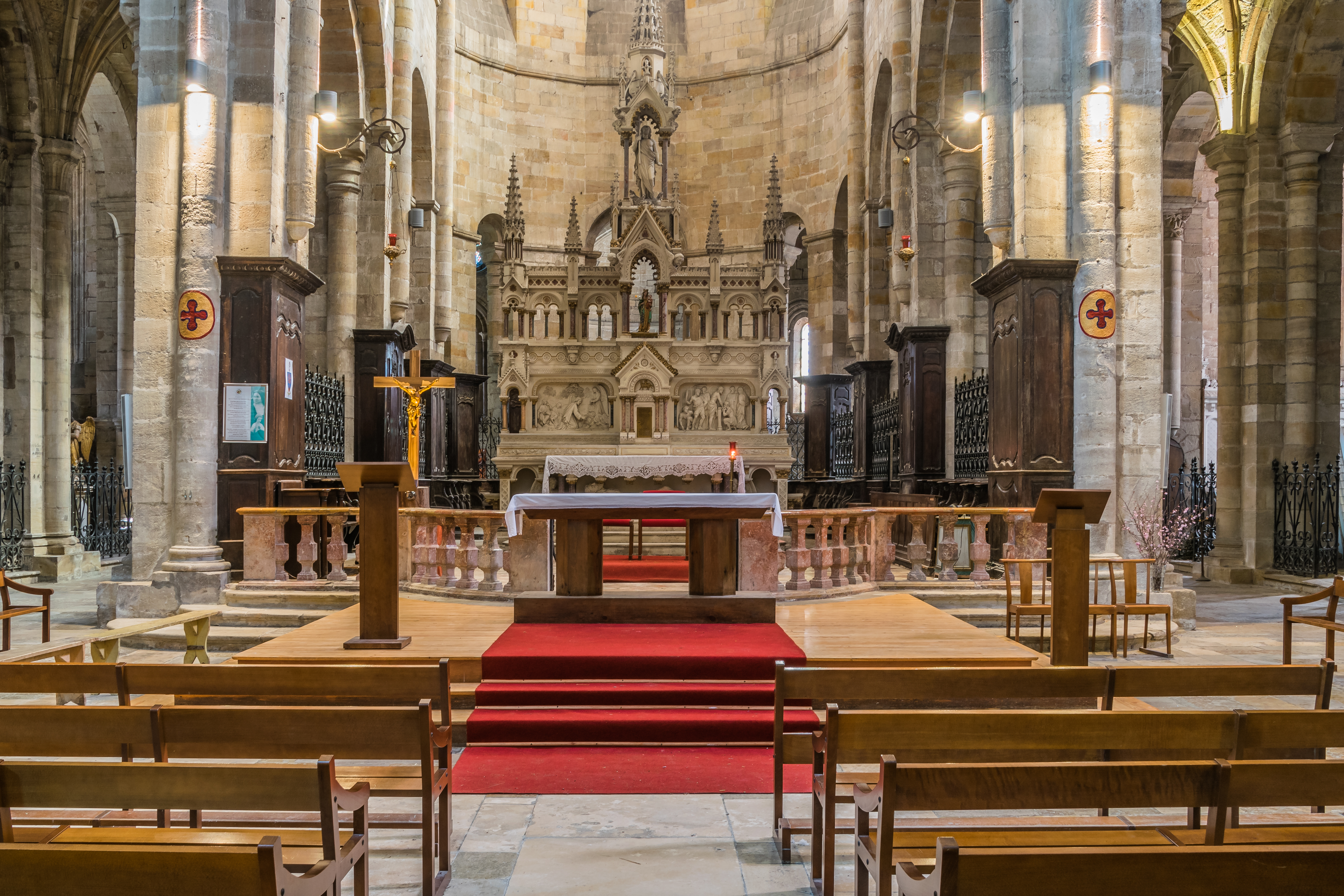
Vue intérieure.
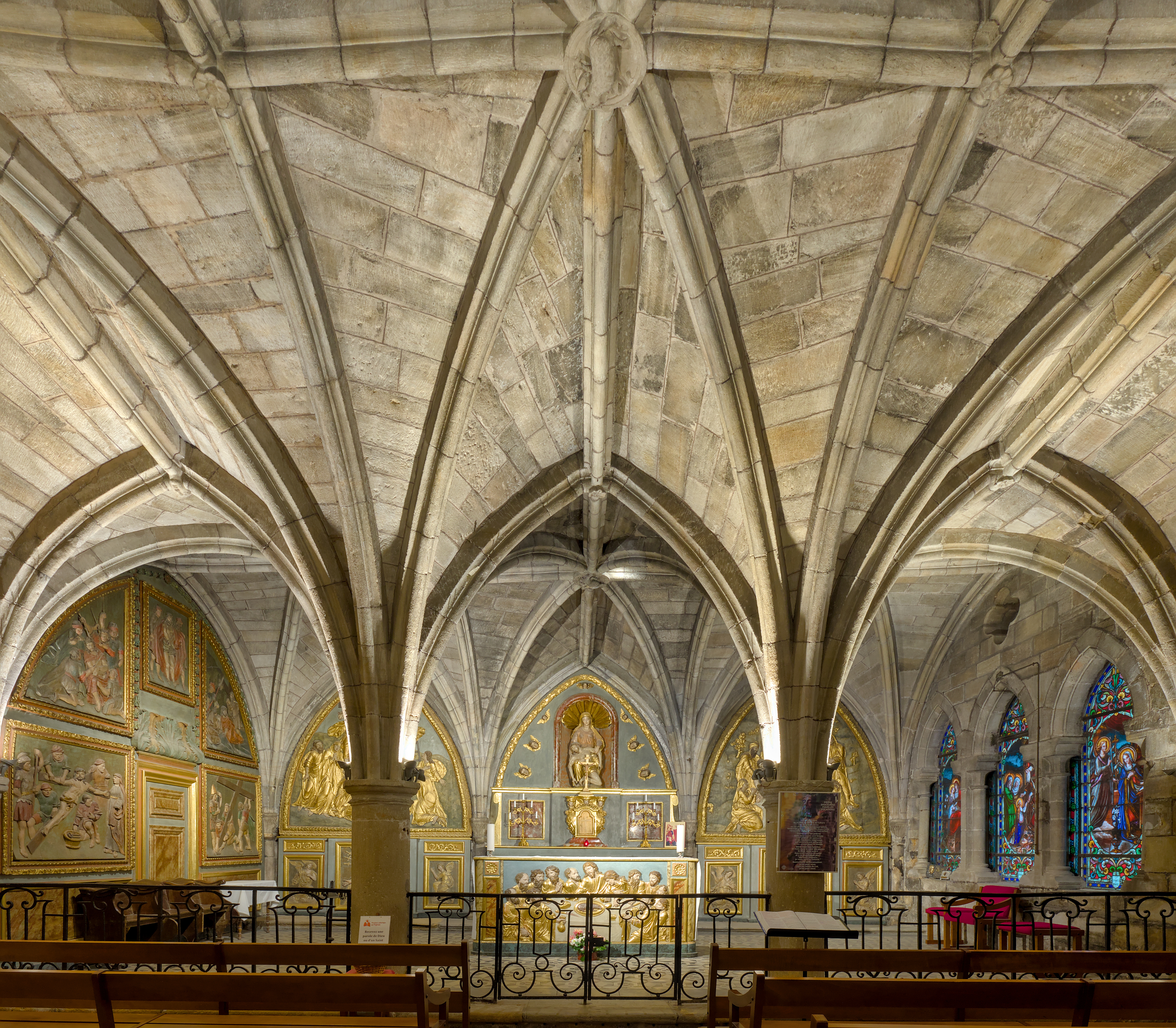
La chapelle Notre-Dame de Pitié.
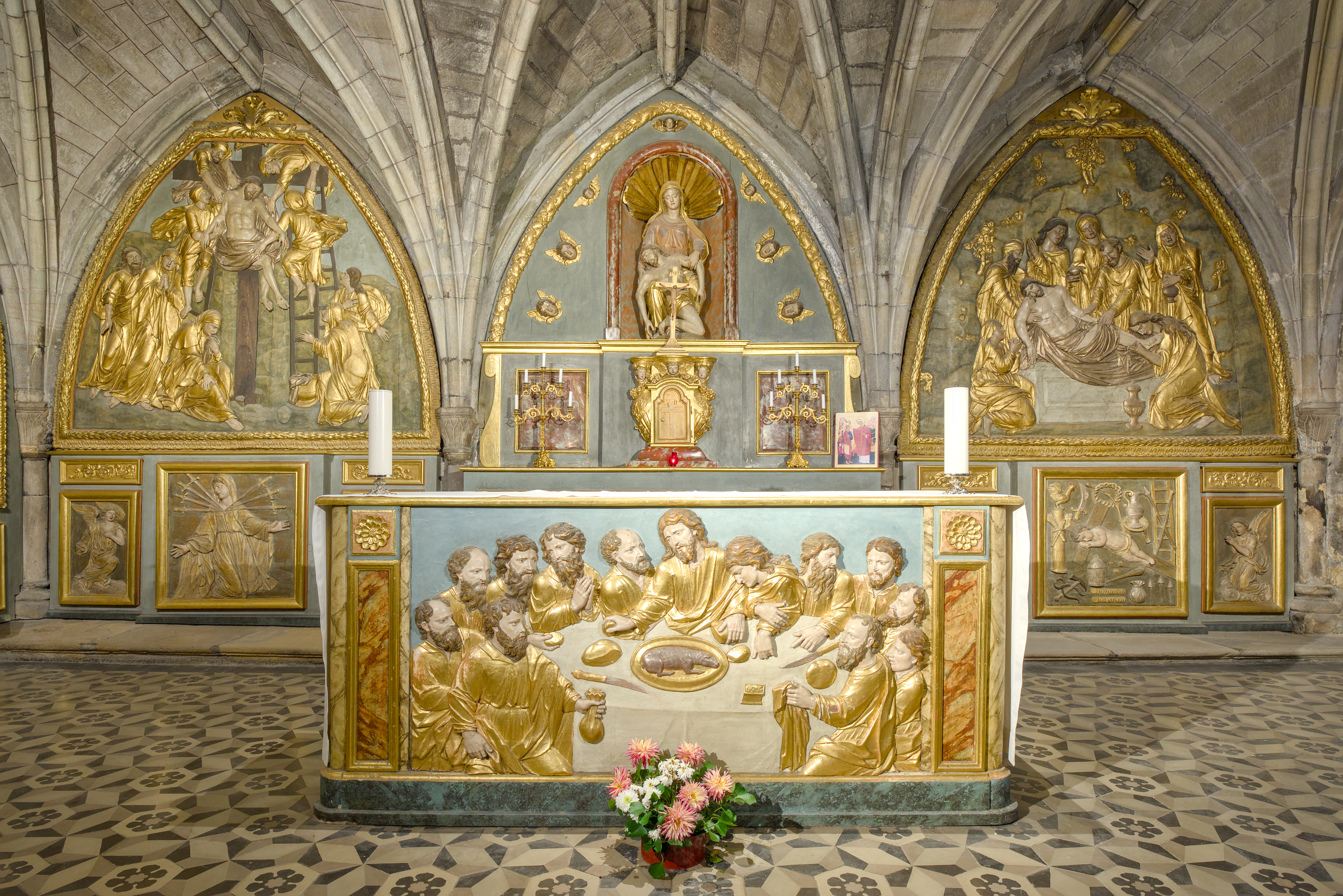
Décor de bois sculpté et autel de la chapelle Notre-Dame de Pitié.